# RED Air
RED Air s.r.l. è una compagnia aerea low-cost con alcune strutture nell'aeroporto Internazionale di Samaná-El Catey e gli uffici principali nell'aeroporto Internazionale Las Américas, Santo Domingo, Repubblica Dominicana.

## Storia
È stata fondata nel 2020 come joint-venture tra la compagnia aerea venezuelana LASER Airlines e l'operatore dominicano SERVAIR Dominicana. RED Air ha iniziato ad operare nel tra la fine del 2021 e l'inizio del 2022 con piani per raggiungere sette destinazioni verso cinque paesi entro la fine dell'anno.

## Destinazioni
Al 2022, RED Air opera voli di linea tra Santo Domingo, Repubblica Dominicana, e Miami, Stati Uniti.

## Flotta

### Flotta attuale
A giugno 2023 la flotta di RED Air è così composta:

### Flotta storica
Nel corso degli anni RED Air ha operato con i seguenti modelli di aeromobili:

## Incidenti
- Il 21 giugno 2022, il volo RED Air 203 ha subito il collasso del carrello di atterraggio a Miami. Il McDonnell Douglas MD-82 (registrato HI1064) è uscito di pista abbattendo una torre per le comunicazioni e ha preso fuoco all'aeroporto Internazionale di Miami. Tutte le 140 persone a bordo sono sopravvissute. Almeno tre persone sono state ricoverate in ospedale con ferite lievi. L'aereo è stato danneggiato irreparabilmente.[7][8][9]